# Skeleton Creek
Skeleton Creek est une série de romans de fantastique écrits par Patrick Carman et composée de cinq tomes dont seulement quatre (info non vérifier depuis sortie des 2 autres livres )ont été traduits en français : Psychose, Engrenage, Le Crâne et Le Corbeau. Les personnages principaux sont Sarah et Ryan.
Ce type de romans est composé de texte et de vidéo. Les vidéos sont mises en ligne sur le site de Sarah Fincher, un des personnages principaux, et on y accède grâce à des mots de passe qui sont communiqués pendant la lecture. Le quatrième tome contient une mise en garde qui déconseille le visionnement des vidéos par des enfants de moins de quatorze ans.
Le héros, Ryan McCray, qui écrit toujours dans son carnet, raconte ses aventures, vécues avec sa meilleure amie Sarah Fincher. Ils enquêtent tous deux sur le sombre passé de leur ville, Skeleton Creek, autrefois appelée Linkford.

## Romans
1. Psychose, Bayard Jeunesse, 2011 ((en) Skeleton Creek, 2009)
2. Engrenages, Bayard Jeunesse, 2011 ((en) Ghost in the Machine, 2009)
3. Le Crâne, Bayard Jeunesse, 2011 ((en) The Crossbones, 2010)
4. Le Corbeau, Bayard Jeunesse, 2012 ((en) The Raven, 2011)
5. (en) The Phantom Room, 2014